# Abația St. Victor din Paris
Abația St. Victor din Paris a fost un centru de cultură medievală, desființat în anul 1790 în contextul Revoluției Franceze. Clădirile fostei mănăstiri au fost demolate în anul 1811.

## Istoric
Primul abate al mănăstirii a fost Guillaume de Champeaux⁠(fr)[traduceți] (1070-1121).

## Personalități
- Hugo de St. Victor (ca. 1096-1141)
- Richard de Saint-Victor⁠(fr)[traduceți] (ca. 1170-1173)

## Galerie de imagini

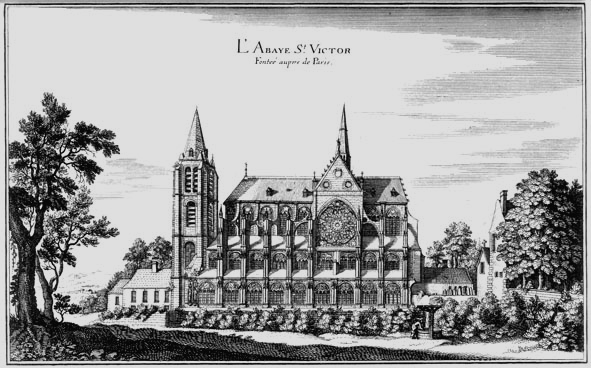
Vedere a bisericii abației „Sf. Victor” din Paris, demolată în anul 1811.
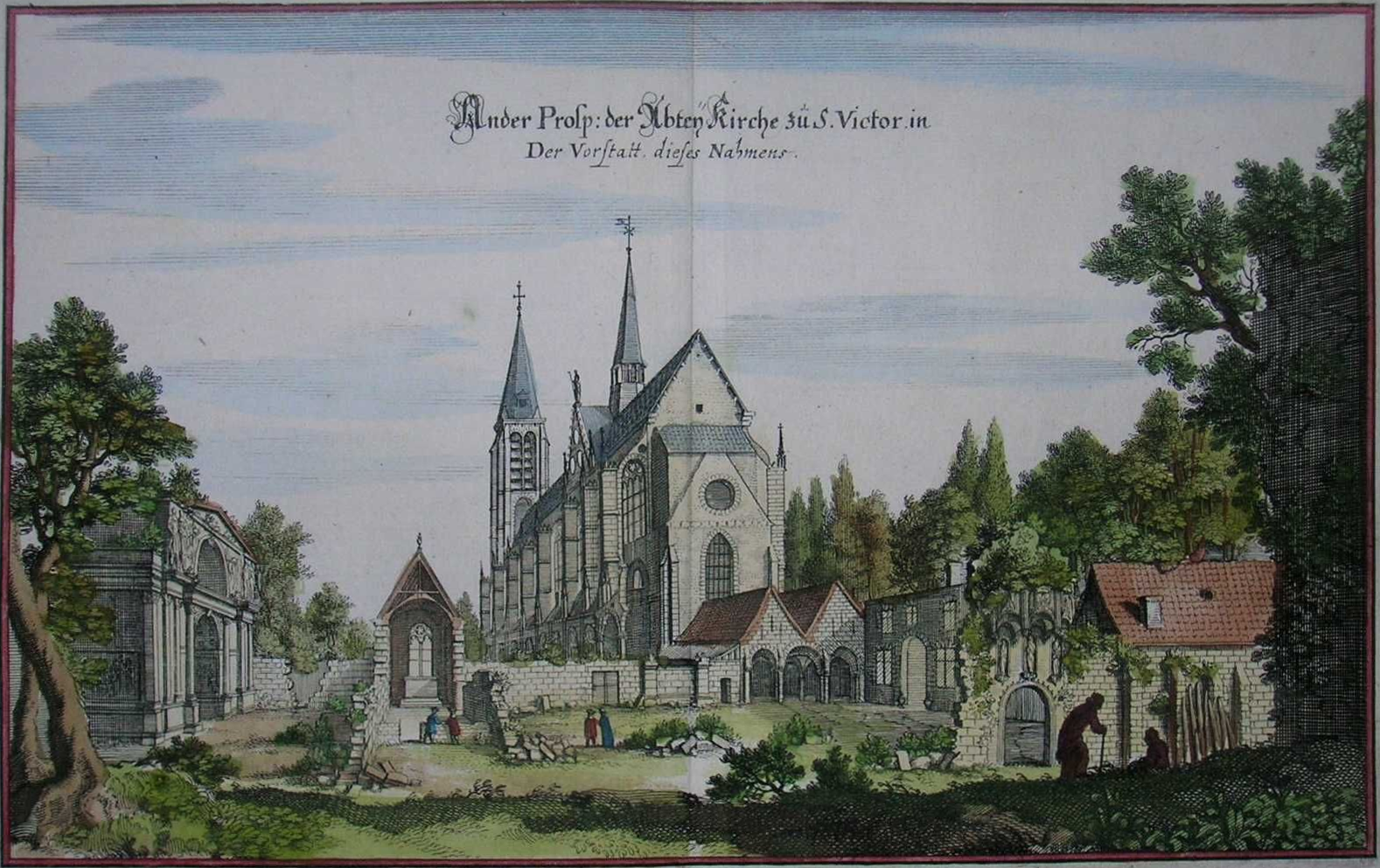
Biserica înainte de 1650.